# علامة أرابوف
علامة أرابوف (بالإنجليزية: Arapov's sign)‏ أو تقفع أرابوف (بالإنجليزية: Arapov's contracture)‏ هو انقباض منعكسي ألمي في مفصل الورك الأيمن، وتحدث هذه العلامة في التهاب الزائدة الدودية.